# Kinder, Küche, Kirche

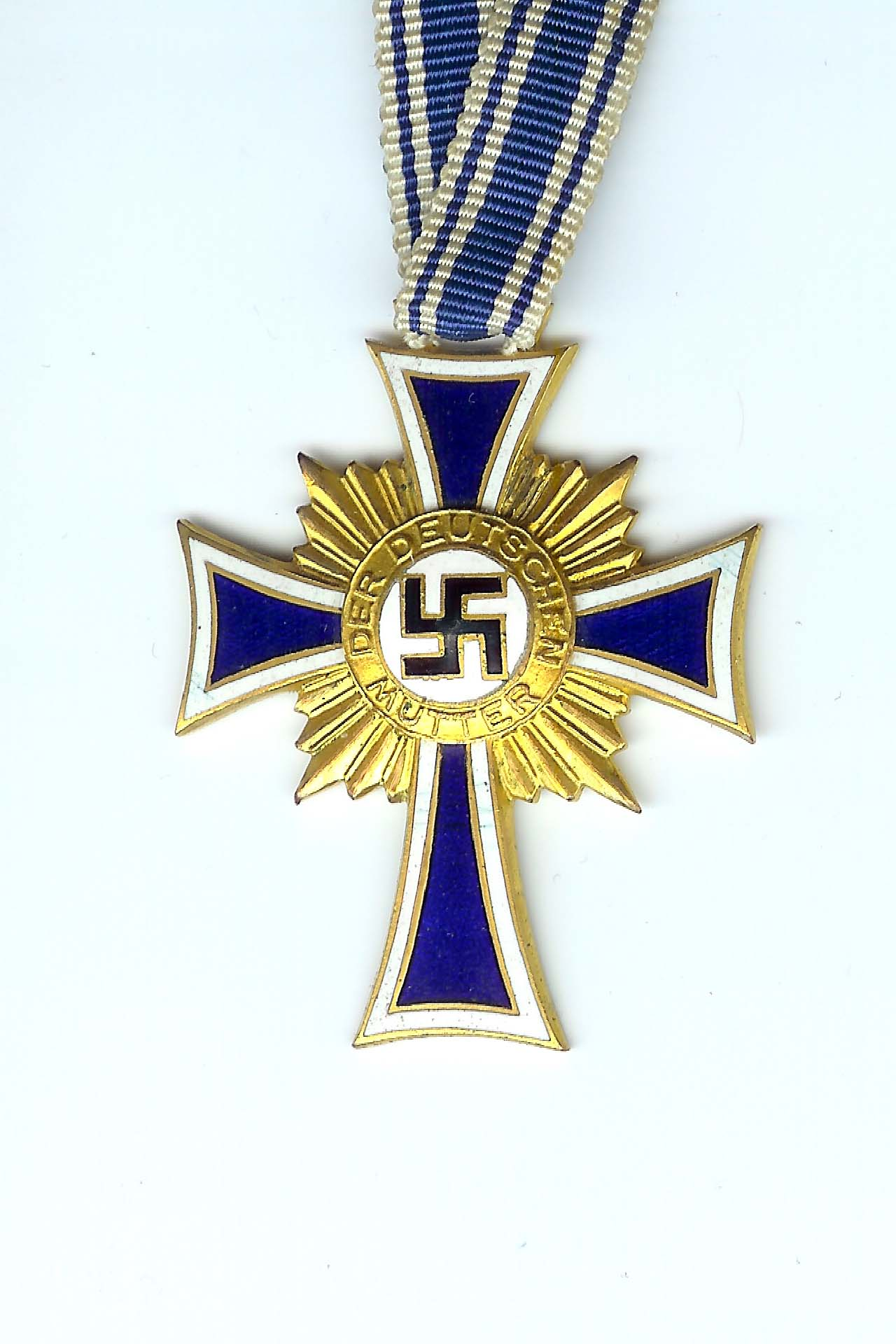
Order Macierzyństwa z okresu III Rzeszy

Aliteracyjny slogan niem. Kinder, Küche, Kirche (IPA: [ˈkɪndɐ ˈkʏçə ˈkɪrçə]), po polsku: dzieci, kuchnia, kościół, lub die drei K (trzy razy K) – popularny w Niemczech slogan odnoszący się do tradycyjnej roli kobiety w społeczeństwie i rodzinie. Stał się popularny w okresie Cesarstwa Niemieckiego, jednak czas jego powstania nie jest znany[wymaga weryfikacji?].
„Trzy K” trafnie oddawały położenie kobiet w XIX wieku – miały one zajmować się potomstwem, zadbać o dom i rodzinę oraz przekazanie  zasad moralnych. Odmienna sytuacja panowała w Republice Weimarskiej, kiedy to powstał opozycyjny względem KKK model kobiety – neue Frau, czyli „nowa kobieta”.
Slogan ten, jednak bez słowa Kirche, kojarzony jest także z III Rzeszą. W roku 1934 w mowie wygłoszonej do Narodowosocjalistycznej Organizacji Kobiet Adolf Hitler przekonywał, że dla niemieckiej kobiety "światem jest jej mąż, jej rodzina, jej dzieci i jej dom". Kobietom, które urodziły przynajmniej czworo dzieci, wręczano tzw. „Ordery Macierzyństwa” (Ehrenkreuz der deutschen Mutter).
Po zakończeniu II wojny światowej na skutek działania ruchów feministycznych mających na celu zrównanie w prawach obu płci, stopniowo rezygnowano z takiego stereotypu kobiet. Po pewnym czasie pojawiły się alternatywne rozwinięcia skrótu: Kinder, Kirche und Kultur – kościół, dzieci i kultura oraz Karriere, Kosmetik, Konsum – kariera, kosmetyki, konsumpcja.
Współcześnie trzy K rozumiane jest niekiedy jako Kinder, Küche, Karriere, czyli dzieci, kuchnia, kariera.
W języku polskim można spotkać się także z tłumaczeniem: kościół, kuchnia, kołyska. Według ks. Leonarda Świderskiego jego matka wiodła życie odpowiadające temu hasłu.
W języku angielskim rolę kobiety określa w podobny sposób figura retoryczna Barefoot and pregnant (boso i w ciąży) − kobieta nie powinna pracować poza domem (w domu nie potrzebuje butów) i powinna mieć jak najwięcej dzieci.
Zbliżony, lecz nie identyczny znaczeniowo jest wzorzec „Matki Polki”.